# أنوشه أنصاري
أنوشه أنصاري أو أنوشة الأنصاري (من مواليد 12 سبتمبر 1966)، هي إيرانية-أمريكية ترأس شركة «أنظمة بروديا» (بالإنجليزية: prodea systems).
في 18 سبتمبر 2006 أصبحت أنوشة أنصاري أول سيدة مسلمة وأول إيرانية تصل إلى الفضاء، وهي تعتبر رابع سائح فضائي إلى المحطة الفضائية الدولية حيث تحملت كافة تكاليف الرحلة التي يقوم بها برنامج الفضاء الروسي.
تكلفت الرحلة 20 مليون دولار وانطلقت انوشة في مركبة الفضاء الروسيةسويوز من قاعدة بايكونور بكازاخستان مع رائدي الفضاء الروسي ميخائيل تورين والأمريكي مايكل لوبيز-ألغريا، الذين حلا مكان فينوغرادوف وويليامز على المحطة الفضائية الدولية.
ورفض مسؤولو الفضاء الروسي لقب سائحة، الذي التصق بها، مشيرين إلى أن أنصاري التي جمعت ثروتها من صناعة التكنولوجيا الرقمية، ستنفذ برنامجا علميا خلال اقامتها، التي تستغرق 8 أيام في المحطة.
واستمرت رحلتها العلمية السياحية إحدى عشر يوما.
وهبطت الكبسولة الفضائية الروسية «سيوز» على الأرض بسلام في شمال كازاخستان، بعد نحو ثلاث ساعات من دخولها المجال الجوي للأرض، حيث كانت تنتشر فرق الإنقاذ بالإضافة إلى نحو 12 طائرة مروحية لمساعدة طاقم المركبة على الخروج.
وقبل أن يتم نقل طاقم المركبة وأول سائحة فضائية إلى أحد المراكز الطبية، لإجراء فحوص لهم، لوحت أنصاري بيدها وقد علت وجهها ابتسامة عريضة،
بعد أن قدم لها مستقبلوها باقة ورود حمراء مربوطة بشريط قرنفلي.

## بداية حياتها
ولدت أنوشة أنصاري بمدينة مشهد بإيران، انتقلت أنوشة مع والديها إلى طهران بعد ذلك. كانت شاهدة على الثورة الإيرانية عام 1979. هاجرت عام 1984 إلى الولايات المتحدة الأمريكية وهي مازالت في طور الشباب.
ساعدها في ذلك إتقانها للإنجليزية والفرنسية؛ فبالرغم من كونها إيرانية إلا أنها كانت تُلم بهما، مع معرفتها فيما بعد باللغة الروسية نتيجة تجربتها بالعمل في الفضاء.
وقد حصلت على تعليمها الجامعي من جامعة جورج ماسون، بفيرجينيا؛ حيث حصلت على درجة البكالوريوس في علوم الهندسة الكهربائية وعلوم الحاسوب، وأكملت دراساتها العليا من جامعة جورج واشنطن؛ حيث حصلت على درجة الماجستير.
بعد التخرج بدأت أنوشة عملها فيMCI وهي شركة أمريكية تعمل في مجال الأتصالات، حيث قابلت حميد أنصاري والذي سيصبح زوجها فيما بعد، حيث تزوجا 1991. وتقيم الأنصاري حاليًا في بلانو، بولاية تكساس.

## الحياة العملية
في عام 1993، اقنعت أنوشة زوجها حميد الأنصاري وأخيه أمير الأنصاري. للمشاركة في تأسيس شركة تعمل في مجال تكنولوجيا الاتصالات، وذلك عن طريق المساهمة بمدخراتهم المالية.
وتم تأسيس الشركة وأصبحت واحدة من أهم موردي تكنولوجيا سوفت سويتش؛ «والتي مكنت مقدمي خدمات الاتصالات من تحسين الأداء مع انخفاض تكاليف التشغيل وإيجاد فرص جديدة للدخل.» 
عرضت الشركة والتي يوجد مقرها الرئيسي في مدينة ريتشارد سون، بولاية تكساس، منتج جديد يسمح بالتكامل بين الشبكات القائمة، وبين شبكات الجيل الثاني عبر برمجيات تكنولوجيا سوتش.
وفي العام 2001، في صفقة تبادل للأسهم بقيمة 10,8 مليون سهم من أسهم شركة Souns حصلت عليهم الشركة، وأصبحت أنوشة الأنصاري نائب مدير شركة souns.
وفي عام 2006، شاركت أنوشة في تأسيس أنظمة بروديا، وتتولى حاليًا رئيس مجلس الإدارة  والرئيس التنفيذي للشركة المشرفة على هذا النظام.

## الفضاء

### رحلات الفضاء
تدربت الأنصاري كاحتياطية للرائد Daisuke Enomoto، لرحلة سويوز في محطة الفضاء الدولية، استبعد Daisuke Enomoto في 21 أغسطس 2006 لأسباب طبية، وكان من المقرر انطلاق الرحلة بعد شهر. في اليوم التالي صعدت أنوشة إلى الفريق الأساسي والذي سوف يقوم بالرحلة.
وقد حصلت الأنصاري على نباتات من النباتات المزروعة بوحدة خدمة زفيزدا من محطة الفضاء الدولية.
وعندما سئُلت الأنصاري عما تأمل في تحقيقه خلال رحلتها الفضائية، قالت: «اتمنى أُلهم كل شخص، خاصة الشباب، والنساء الشابات في جميع أنحاء العالم، وفي دول الشرق الأوسط والتي لاتتوافر للنساء فيها نفس فرص أقرانهم من الرجال، بألايتخلين عن أحلامهن وأن يواصلوا الجهد.. وتستطرد، بأنه قد يبدو مستحيلًا بالنسبة لهم في وقت ما أن يصلوا إلى مايريدون، ولكن بالتصميم الداخلي والعمل على تحقيق تلك الأحلام، وأدركوا الفرص سيحققون مايريدونه» 
وقبل مغادرة الأنصاري، كانت في لقاء على التلفزيون الرسمي الإيراني، في برنامج خاص بعلم الفلك. تمنى لها مقدم البرنامج النجاح وقدم لها الشكر نيابة عن الشعب الإيراني، وفي المقابل قدمت هي الأخرى شكرها لهم.

## ردود الفعل حول الرحلة

### الطاقم المصاحب
عبر مايكل لوبز وهو أسباني المولد ويعمل رائد فضاء لدى ناسا وكان من ضمن الطاقم الذي عاد على متن سفينة العودة مع الأنصاري حيث قال أنه كانت لديه شكوك قبل الرحلة:«لم أكن من المشجعين على المستوى الشخصي لجعل الأنصاري تزور الفضاء لأن اعتقادي بأن محطة الفضاء مازالت في طور الإنشاء، ولا تعمل بكامل طاقتها، فلا اعتقد بأن أية زيارة في ذلك الوقت كانت مناسبة».
واستطرد لوبز" بأنه كان في السابق متخوفًا من السياحة الفضائية قبل بضع سنوات، ولكن الآن أؤمن بأن ذلك أضحى شيء مسلم به لبقاء برنامج الفضاء الروسي، ويعتبر ذلك البرنامج ذا أهمية كبيرة لبرنامج الفضاء الأمريكي. ويستطرد: "بحضور الأنصاري إللى الفضاء فهذا حلم كبير وأمل ليس فقط لبلادنا ولكن لجميع البلدان حول العالم".
كما نقلت صحيفة الأسوشيتيد برس قولًا عن ميخائيل تيورين حيث وصف الأنصاري«بالمهنية جدًا» وقال أنه شعر كما لو كانوا قد عملوا معًا لعقد كامل.

### ردود الفعل في إيران

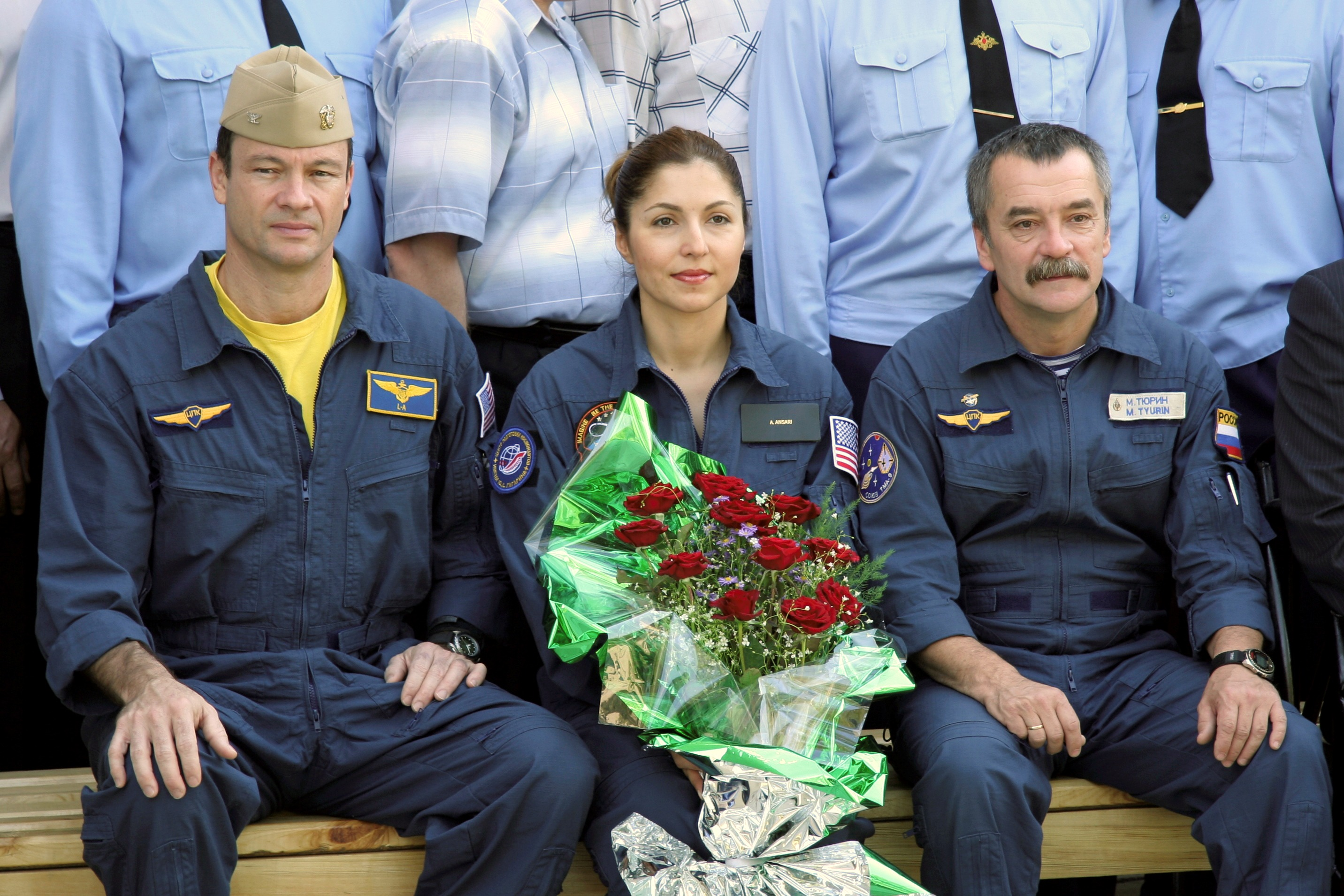
الأنصاري تتوسط الفريق

اختلفت ردود الفعل في إيران حيث وطن الأنصاري الأم حول الرحلة إلى الفضاء، حيث كانت هناك تغطية كبيرة قبل الجهاز الإعلامي للدولة. حيث بثت قناة IRIB في بث مباشر ولمدة ساعة لقاءً مع الأنصاري في برنامج سكاي شو.
وقد أشادت الأنصاري بالتغطية الصحافية من قبل الصحف مثل صحيفة همبستگي وصحيفة جام جم اليومية، والتي نشرت من خلال أعمدتها اليومية تفاصيل الرحلة.
كما نشرت مجلة علم الفلك «نجوم» لقاء حصري مع أنوشة الأنصاري قبل رحلتها، والتي ناقشت فيها رؤيتها لرحلات الفضاء التجارية.
ونظمت أيضًا مجلة نجوم اللقاءات حول الرحلة بإيران.
وقامت شهرام يزدن بتخصيص جزء خاص عن رحلة أنوشة إلى الفضاء بموقع «علوم الفضاء» الفارسي، وقامت بتغطية كل الأخبار عن الرحلة.

### لقاءات
في 22 سبتمبر عام 2006، وفي لقاء لها ذكرت للصحفيين انها لم تندم على رحلتها وقالت «واجهت وقتا رائعا هناك. لقد كان أكثر مما كنت أتوقع، وقد أستمتعت في كل ثانية. لقد كانت التجربة بأكملها رائعة لكي أصل إلى الفضاء».

## الأوسمة والجوائز
كُرمت الأنصاري عدة مرات، فحصلت على جائزة الريادة والتميز من جامعة جورج ماسون، وجائزة الإنجاز المتميز من جامعة جورج واشنطن، وجائزة إرنست لرواد الفضاء الجنوبي الغربي، وجائزة ألجير هوراشيو. وحصلت شركة الإتـصالات التي تخضع لإدارتها على المركز الأربعين من ضمن 500 شركة سريعة النمو في قائمة مجلة فوتش عام 2001.
وتم تكريم الأنصاري من قبل مجلة المرأة العاملة، حيث فازت بجائزة الريادة الوطنية عام 2000.
وفي عام 2009 حصلت على جائزة تمنح سنويًا من قبل NCWIT للسيدات الناجحات في مجال التكنولوجيا.
وقد نالت شهادة الدكتوراة الفخرية في العلوم من جامعة جورج ميسون في 20 ديسمبر 2012.
في عام 2010، فازت بوسام الشرف من جزيرة اليس تقديرًا لجهودها الإنسانية.
في عام 2009، ذُكرت الأنصاري في فيلم وثائقي عن سياحة الفضاء للمخرج السويسري كريستيان فراي. يتكلم فيه عن المليارديرات الذين يدفعون ليذهبوا لمحطة الفضاء الدولية عن طريق المركبة الروسية. وكان الفيلم في المتناول عام 2011.
وشغلت الأنصاري منصب المتحدث ياسم البرلمان، وحصلت على الدكتوراة الفخرية من جامعة يوتا فاي في 25 أبريل 2013.